# Nothoprocta
Nothoprocta är ett fågelsläkte i familjen tinamoer inom ordningen tinamofåglar.

## Utseende
Fåglarna i släktet är medelstora tinamoer, 26 till 36 cm långa. De har starka ben och relativt lång, nedböjd näbb. Fjäderdräkten är mestadels gråbrun marmorerad med svarta, vita och gulbruna teckningar. Deras läten är ljudstarka visslingar.

## Levnadssätt
Nothoprocta-tinamoerna återfinns i buskmarker, gräsmarker och öppen skogsmark i västra Sydamerika, framför allt i Anderna. De tillbringar den mesta av tiden på marken och drar sig för att flyga. Födan består av frön och insekter. De häckar på marken. De stora glansiga äggen täcks med fjädrar när en möjlig predator är i närheten.

## Arter i släktet
Släktet omfattar sex arter som förekommer i Sydamerika från Ecuador till centrala Argentina och Chile:
- Perutinamo (N. taczanowskii)
- Tofstinamo (N. ornata)
- Chiletinamo (N. perdicaria)
- Busktinamo (N. cinerascens)
- Andinsk tinamo (N. pentlandii)
- Bågnäbbad tinamo (N. curvirostris)

Tidigare urskildes även arten Nothoprocta kalinowski, men denna är med största sannolikhet synonym med Nothoprocta ornata branickii, en underart till tofstinamo.

## Namn
Nothoprocta är en grekisk sammansättning bestående av nothos ("falsk") och proktos ("stjärt").